# Campeonato Mundial de Lucha de 1974
El XXX Campeonato Mundial de Lucha se realizó en dos sedes diferentes: la lucha grecorromana en Katowice (Polonia) entre el 10 y el 13 de octubre y la lucha libre masculina en Estambul (Turquía) entre el 29 de agosto y el 1 de septiembre de 1974. Fue organizado por la Federación Internacional de Luchas Asociadas (FILA) y las correspondientes federaciones nacionales de los países sedes respectivos.

## Resultados

### Lucha grecorromana
| Evento  | Oro                            | Plata                        | Bronce                       |
| ------- | ------------------------------ | ---------------------------- | ---------------------------- |
| 48 kg   | Vladimir Zubkov URSS           | Constantin Alexandru Rumania | Gueorgui Gueorguiev Bulgaria |
| 52 kg   | Petar Kirov Bulgaria           | Valeri Arutiunov URSS        | Nicu Gîngă Rumania           |
| 57 kg   | Farjat Mustafin URSS           | Józef Lipień · Polonia       | Ivan Frgić Yugoslavia        |
| 62 kg   | Kazimierz Lipień · Polonia     | Anatoli Kavkayev URSS        | László Réczi · Hungría       |
| 68 kg   | Nelson Davidian URSS           | Heinz-Helmut Wehling RDA     | Andrzej Supron · Polonia     |
| 74 kg   | Vítězslav Mácha Checoslovaquia | Klaus-Peter Göpfert RDA      | Iosif Berishvili URSS        |
| 82 kg   | Anatoli Nazarenko URSS         | Dimitar Ivanov Bulgaria      | Ion Enache Rumania           |
| 90 kg   | Valeri Rezantsev URSS          | Stoyan Ivanov Bulgaria       | Dumitru Manea Rumania        |
| 100 kg  | Nikolai Balboshin URSS         | Kamen Goranov Bulgaria       | Nicolae Martinescu Rumania   |
| +100 kg | Alexandar Tomov Bulgaria       | Shota Morchiladze URSS       | János Rovnyai · Hungría      |

### Lucha libre
| Evento  | Oro                      | Plata                          | Bronce                            |
| ------- | ------------------------ | ------------------------------ | --------------------------------- |
| 48 kg   | Jasan Isaev Bulgaria     | Rafik Gadzhiyev URSS           | Gordon Bertie · Canadá            |
| 52 kg   | Yuji Takada Japón        | Ali Rıza Alan Turquía          | Roman Dmitriyev URSS              |
| 57 kg   | Vladimir Yumin URSS      | Ramezan Jeder Irán             | Hans-Dieter Brüchert RDA          |
| 62 kg   | Zeveguiin Oidov Mongolia | Doncho Zhekov Bulgaria         | Vehbi Akdağ Turquía               |
| 68 kg   | Nasrula Nasrulayev URSS  | Yasaburo Sugawara Japón        | Tsedendambyn Natsagdorzh Mongolia |
| 74 kg   | Ruslan Ashuraliyev URSS  | Yancho Pavlov Bulgaria         | Victor Zilberman Israel           |
| 82 kg   | Viktor Novozhilov URSS   | Mehmet Uzun Turquía            | Vasile Iorga Rumania              |
| 90 kg   | Levan Tediashvili URSS   | Ismail Abilov Bulgaria         | Mehmet Güçlü Turquía              |
| 100 kg  | Vladimir Guliutkin URSS  | Jorlooguiin Bayanmönj Mongolia | Harald Büttner RDA                |
| +100 kg | Ladislau Șimon Rumania   | Soslan Andiyev URSS            | Boyan Boev Bulgaria               |

## Medallero
| Núm. | País           | Oro | Plata | Bronce | Total |
| ---- | -------------- | --- | ----- | ------ | ----- |
| 1    | URSS           | 12  | 5     | 2      | 19    |
| 2    | Bulgaria       | 3   | 6     | 2      | 11    |
| 3    | Rumania        | 1   | 1     | 5      | 7     |
| 4    | Mongolia       | 1   | 1     | 1      | 3     |
| 4    | Polonia        | 1   | 1     | 1      | 3     |
| 6    | Japón          | 1   | 1     | 0      | 2     |
| 7    | Checoslovaquia | 1   | 0     | 0      | 1     |
| 8    | RDA            | 0   | 2     | 2      | 4     |
| 9    | Turquía        | 0   | 2     | 2      | 4     |
| 10   | Irán           | 0   | 1     | 0      | 1     |
| 11   | Hungría        | 0   | 0     | 2      | 2     |
| 12   | Canadá         | 0   | 0     | 1      | 1     |
| 12   | Israel         | 0   | 0     | 1      | 1     |
| 12   | Yugoslavia     | 0   | 0     | 1      | 1     |
|      | TOTAL          | 20  | 20    | 20     | 60    |